# 衣枳広浪
衣枳 広浪（えき の ひろなみ、生没年不詳）は、奈良時代の官人。氏姓は衣枳首、のち高篠連。官位は外従五位下・木工助・駿河介。氏は衣只、名は広波とも表記される。

## 経歴
天平勝宝6年（754年）8月8日の「百部法華経充本帳」および同年の「写経所経師以下上日帳」などに「衣枳（衣只）広波（広浪）」の名が現れており、同年8月に東大寺写経所の経師として出仕し、9月には同じく未選舎人・経師として上日した。天平勝宝中に古兎毛筆・好墨を所望して記した、年月不詳の啓も伝わっている。延暦2年（783年）6月17日太政官牒にも、「正六位上行左少史衣枳首広浪牒」という自著が見えている。
桓武朝の延暦3年（784年）8月、左少史で正六位上の広浪らに高篠連の氏姓を与えた、とある。同年12月、長岡京の造営に功労のあるものに位階位を与え、造営役夫を進上した諸国の田租を免ずるという詔が出され、その一環として、広浪も外従五位下に昇進している。翌延暦4年（785年）7月、左大史に任命され、同9年（790年）3月、木工助でありながら駿河介を兼任している。同時に任命された駿河守は藤原黒麻呂。なお、この時の「木工助」は、長岡京木簡に見える「高篠連□□」と一致している。
同年閏3月、皇后藤原乙牟漏の葬儀の際には、藤原黒麻呂・桑原足床・阿倍広津麻呂・栗原子公とともに御葬司を務めている。

## 官歴
注記のないものは『続日本紀』による。
- 天平勝宝6年（754年）8月：東大寺写経所経師・未選舎人（「百部法華経充本帳」・「写経所経師以下上日帳」）
- 延暦2年（783年）以前：正六位上（正倉院『東南院文書』）
- 延暦2年6月：左少史
- 延暦3年（784年）8月3日：高篠連賜氏姓。この時も左少史、正六位上（『続日本紀』）。
- 12月2日：外従五位下
- 時期不詳：木工助
- 延暦9年（790年）3月9日：駿河介。閏3月11日：御葬司（皇后・藤原乙牟漏崩御）